# Málta javasolt világörökségi helyszínei
Málta területéről eddig három helyszín került fel a világörökségi listára,  hét további helyszín a javaslati listán várakozik a felvételre.
| Név                            | Kép | leírás | Típus      | Kritérium        | Év   | Link |
| ------------------------------ | --- | --- | ---------- | ---------------- | ---- | ---- |
| A gozói Citadella              |     | A Gozo szigetén fekvő citadella egy természetes védelemmel rendelkező magaslaton fekszik. A hely már a korai bronzkorban is lakott volt. A sziget közepén fekszik, ezért a föníciai és a római korban Gozo központja volt és itt építették fel a középületeket is. A város ekkor élte egyik virágkorát, lakónegyedei a védművön kívülre is kiterjedtek. A középkorban mérete lecsökkent, ekkor a teljes népessége a falakon belül lakott, egy városnegyed kivéve ami a domb lábánál helyezkedett el. Középkori épületeinek nagy része elpusztult, csak ásatások alapján rekonstruálható. A Máltai lovagrend uralma alatt a citadellát veszély esetén menedékhelyként használták. 1551-ben támadás érte a települést és lakosainak nagy részét eladták rabszolgának. Ezután elvesztette jelentőségét és egyszerű helyőrségnek használták. A jelenleg látható és szinte teljesen hadászati célú épületeinek nagy része ebből a korból származik. Később egyes épületrészekre barokk kori kiegészítéseket emeltek, ezek közül legfontosabb a püspöki palota, a bíróság épülete és a börtön. A város barokk katedrálisa 1864 óta püspöki székhely. A citadella a második világháborúban és egy 1963-as földrengésben súlyos károkat szenvedett. Azóta szinte lakatlan, a püspökség székhelye, bíróság és múzeum üzemel benne.         | kulturális | II, III, IV, V   | 1998 | 981  |
| Tengerparti sziklafalak        |     | A tengerparton álló sziklafalak 70-130 méter magasan csaknem függőlegesen emelkednek és a tengerszint alá megközelítőleg 80 méter mélyen érnek le. A sziklákat egyes helyeken szurdokok tagolják. Az erózió következtében egyes szilák saját súlyuk alatt letörnek és lecsúsznak. A tengeri és szárazföldi oldalról is nehezen megközelíthető sziklák számos veszélyeztetett vagy csak itt honos növény és állatfajnak adnak otthont. A sziklák geológiai szempontból is fontosak, földtörténetileg fiatalabb részükön jól tanulmányozható a máltai szigetcsoport Miocén kori megemelkedése. A sziklák szárazföld felé eső oldalán már a történelem előtti időktől teraszos földművelést folytattak. Az ásatások során bronzkori faluk, megalitikus templomok és síremlékek maradványai kerültek elő. Jelenleg semmilyen földművelő tevékenységet nem folytatnak a környéken, így a hely élővilága folyamatosan regenerálódik. | természeti | -                | 1998 | 979  |
| Lovagi erődök Málta kikötőiben |     | A lovagok 1530-ban érkeztek a szigetekre és ezután rögtön megkezdték az erődök építését. Bár néhány erődszerű képződmény már a középkorban is állt a Nagy Kikötőben, ők voltak azok, akik egy megerősített bázissá alakították át. Az építkezést a kikötő délkeleti részénél kezdték, ahol megerősítettek egy középkori kastélyt és bástyákat emeltek a Birgn és L-isla félszigetek szárazföldhöz csatlakozó legkeskenyebb részén. A kikötő azonban még ekkor is védtelen volt a bombázások ellen, így az 1565-ős ostrom után a kikötő két fő része között található magasabb sziklára egy újabb erődöt építettek. Így a kikötő mögött fekvő Valletta a sziget védelmének központja lett. Ezután a város körül újabb és újabb erődítményeket emeltek, hogy védekezni tudjanak bármilyen irányból jövő támadás ellen, legyen az tengeri, vagy szárazföldi. Így a kikötő környéke egy összefüggő erődrendszerré vált, ami 1800-ban került brit fennhatóság alá. A fegyverek hatótávolságának folyamatos növekedése miatt újabb bővítésekre volt szükség, így a 19. század végére a 400 év katonai építészetéről képet adó védelmi rendszer teljes hosszúsága elérte a 25 kilométert. Fő részei a Szent Elmo-, a Ricasoli-, a Bormla- a Manoel- és a Tigné-erőd.                                                                     | kulturális | I, II, IV        | 1998 | 982  |
| Máltai katakombarendszer       |     | Málta katakombarendszere a negyedik legjelentősebb a mediterrán térségben az olaszországi, az izraeli és a magrebi katakombák után. Ezek a temetkezőhelyek az i. e. 7. századtól az i. e. 1. századig, a föníciai és hellenisztikus korban használt egyszerű sziklasírokból alakultak ki. Később a sírok szerkezete bonyolultabbá vált. A legnagyobb kiterjedésű korai keresztény katakombarendszer a mai Rabat és környéke alatt terül el, és a római, valamint a bizánci időkben használták. A katakombák a sziklában vágott lépcsőkön keresztül közelíthetők meg. A több évszázad alatt a hely szűkössége miatt családi temetkezőhelyeket használtak és mellőzték a díszes nagyméretű sírhelyek kialakítását. A katakombák valójában családi temetkezőhelyek konglomerátumának tekinthetők, ami ellentétben áll az általános késő antik szokással, ahol közösségi temetkezési helyeket alakítottak ki. Figyelemre méltó, hogy a római kor utolsó évszázadaiban nem csak keresztényeket, hanem zsidókat és pogányokat is eltemettek bennük. Máltán számos katakombát tártak fel, a rabati mellett a Szent Pál- a Szent Ágota-katakombákat, valamint a Tal-Mintna, Marsascala, Xarolla, Bistra, Salina, Mellieha melletti temetkezőhelyeket. Rabat katakombáinak egy része a 12. századtól egészen a 17. századig kegyhely volt. | kulturális | I, II, III       | 1998 | 1113 |
| Mdina                          |     | Mdina a római kori Melita az 1565-ös ostromig a sziget fővárosa volt. A települést a bronzkorban alapították és csaknem kétezer éven keresztül Málta politikai és adminisztrációs központja volt. Az i. e. 8. században föníciai fennhatóság alá került. Az i. e. 5 és az i. e. 1. század között, a hellenisztikus és római korban területe nagyobb volt, mint a jelenlegi városé. A középkorban bizánciak, arabok és normannok uralták, ekkor jelentősége drasztikusan lecsökkent. Mdina jelenlegi utcahálózata sz iszlám időszakban alakult ki, és szicíliai valamint magrebi mintákat követ. A keresztény uralom alatt a város püspöki székhely lett katedrálissal. Korábbi erődítményeit drasztikusan átépítették, várárkokkal és őrtornyokkal egészítették ki. Ennek a középkori erődrendszernek a legnagyobb része elpusztult, csak nyomai maradtak meg. A 16. században a sziget adminisztratív központját a Nagy Kikötő mellé költöztették, ekkor Mdina elvesztett jelentőségét. Újabb virágkorát a 18. században élte, ekkor emelték barokk stílusú épületeit, újjáépítették katedrálisát, bástyákkal, várárkokkal, valamint lövegállásokkal bővítették védelmi rendszerét. A város barokk kori épületei jó állapotban maradtak fenn és nagy részük látogatható.                                                         | kulturális | I, II, III       | 1998 | 983  |
| Dwejra                         |     | A Gozo nyugati végén fekvő Dwejra már a kőkorban is lakott volt, ennek bizonyítékai a keréknyomok, amelyek feltételezhetően a korszak végére datálhatók. A terület jellegzetessége egy beltenger, ami egy alagúton keresztül áll kapcsolatban a nyílt vízzel. Ez a belső tenger védettsége miatt a halászok kedvelt kikötőhelye. A terület jelentős fosszília-lelőhely is. Az erózió barlangokat, alagutakat árkádokat, természetes gátakat és édesvizű pocsolyákat alakított ki. A parttól nem messze emelkedik a Gomba-szikla egy mészkő képződmény, ahol nagy számban található egy olyan gombafaj, amelyet a lovagok gyógyhatásúnak tartottak. A gombafajtát azóta a térségben máshol is azonosították, de sehol nem fordul elő ilyen magas koncentrációban. Gyógyhatását a modern kori vizsgálatok cáfolták. A sziklán él ezenkívül a máltai gyík egyik alfaja is. A terület fontos költőhelye a madaraknak, főleg a tenger felé eső sziklás része. Dwerja fő nevezetességei a beltenger, az Azúr-ablak, egy természetes kőhíd, a Gomba-szikla, a 17. században épült Dwejra-torony és a Szent Anna-kápolna. | természeti | VII, VIII, IX, X | 1998 | 980  |
| Viktória-vonalak               |     | A Máltát gyakorlatilag két részre osztó Nagy törésvonalat már a történelem előtti korban is védelmi célokra használták. A máltai lovagrend 1722-ben kezdte a törésvonalat katonai célokra is alkalmazni. A törésvonalat teljes hosszában a brit hadsereg erősítette meg a 19. század második felében, azért, hogy biztosítani tudják a Nagy Kikötő és a mellette lévő hajójavító műhelyek védelmét. Az egységes erődrendszer építése 1875-ben kezdődött, és kezdetben három erődből állt. A vonal keleti kiindulópontján a Madela-, középen a Mosta-, nyugati végében a Bingemma-erőd áll. Az 1890-es években az erődöket falakkal kötötték össze, amelyek követték a törésvonal természetes vonalát. Ahol a törésvonalat völgyek tagolták, ott megerősített hidakat emeltek. A védvonal hatékonyságát raktárakkal, bennük felhalmozott készletekkel, és keresőfényekkel fokozták. A század vége felé egy negyedik erődöt (Pembroke-erőd) is építettek. 1897-ben a védvonalat Viktória királynő trónra lépésének hatvanadik évfordulója alkalmából Viktória-vonalaknak nevezték el. Ekkora azonban katonai jelentőségének nagy részét már elvesztette, és egy 1900-ban tartott hadgyakorlat során az is kiderült, hogy viszonylag könnyen átjárható, ezért 1907-ben sorsára hagyták.                                              | kulturális | I, II, III       | 1998 | 1114 |